# Cour Quellard
La cour Quellard est une voie du 11e arrondissement de Paris, en France.

## Situation et accès
La cour Quellard est une voie située dans le 11e arrondissement de Paris. Elle débute rue de Lappe et se termine au 9, passage Thiéré.

## Origine du nom
Cette voie est nommée d'après le nom du propriétaire des terrains.

## Historique
Cette voie, qui existait à la fin du XIXe siècle, est ouverte à la circulation publique par arrêté du 23 juin 1959.